# Jean-Pierre Le Roch (homme politique)
Pour les articles homonymes, voir Jean-Pierre Le Roch.
Jean-Pierre Le Roch, né le 18 mars 1946, est un homme politique français. Conseiller régional de Bretagne de 1998 à 2015 et maire de Pontivy de 1995 à 2012, il est député du Morbihan de 2012 à 2017.

## Biographie
Ancien professeur de mathématiques, Jean-Pierre Le Roch, marié père de trois enfants, devient tout d'abord conseiller municipal d'opposition à Pontivy, avant d'en être élu maire en 1995 (et réélu en 2001 et 2008). Il démissionne de son mandat de maire le 27 juin 2012, après son élection à l'Assemblée Nationale, afin de se mettre en conformité avec la loi sur le cumul des mandats.
Il est élu député lors des législatives de 2012 dans la 3e circonscription du Morbihan, après avoir essuyé 4 échecs face à Jean-Charles Cavaillé puis Gérard Lorgeoux. Il devient ainsi le premier député de gauche de cette circonscription. Il ne se représente pas en 2017.
Il est élu conseiller régional en 1998 et réélu en 2004 et 2010.
Il soutient le candidat En marche ! Emmanuel Macron pour l'élection présidentielle 2017.

## Décoration
- Chevalier de la Légion d'honneur (14 juillet 2018)[2]